# Long Gables
Die Long Gables (deutsch Long-Giebel) sind ein markanter Berg mit Doppelgipfel (4150 m und 4110 m) im westantarktischen Ellsworthland. Er ragt im Hauptkamm der Sentinel Range des Ellsworthgebirges zwischen dem Mount Anderson und dem Mount Viets auf.
Entdeckt wurde er von der sogenannten Marie Byrd Land Traverse Party, einer Mannschaft vorwiegend zur Erkundung des Marie-Byrd-Lands zwischen 1957 und 1958. Diese benannte den Berg nach Jack Becker Long (* 1934), Mitglied dieser und weiterer Mannschaften zur Erkundung der Antarktis.